# DATP(dGTP)—DNK purintransferaza
DATP(dGTP)—DNK purintransferaza (EC 2.6.99.1, DATP(dGTP)---DNA purinetransferase) je enzim sa sistematskim imenom dATP(dGTP):depurinisana-DNK purin transferaza. Ovaj enzim katalizuje sledeću hemijsku reakciju
(1) dATP + depurinated DNK {\displaystyle \rightleftharpoons } dezoksiriboza trifosfat + DNK
(2) dGTP + depurinated DNK {\displaystyle \rightleftharpoons } dezoksiriboza trifosfat + DNK
Purinski ostatak se prenosi na apurinsko mesto, čime se formira normalna glikozilna veza.

## Literatura
- Nicholas C. Price; Lewis Stevens (1999). Fundamentals of Enzymology: The Cell and Molecular Biology of Catalytic Proteins (Third изд.). USA: Oxford University Press. ISBN 019850229X.
- Eric J. Toone (2006). Advances in Enzymology and Related Areas of Molecular Biology, Protein Evolution (Volume 75 изд.). Wiley-Interscience. ISBN 0471205036.
- Branden C; Tooze J. Introduction to Protein Structure. New York, NY: Garland Publishing. ISBN 0-8153-2305-0.
- Irwin H. Segel. Enzyme Kinetics: Behavior and Analysis of Rapid Equilibrium and Steady-State Enzyme Systems (Book 44 изд.). Wiley Classics Library. ISBN 0471303097.

## Spoljašnje veze
- DATP(dGTP)---DNA+purinetransferase на 